# Xfire
Xfireは、2003年から2015年6月までサービス提供が行われていた、ゲーマーを対象としたフリーウェアのインスタントメッセージサービス。また、ゲームサーバブラウザとしての機能など、様々な機能も持っていた。純正のクライアントソフトウェアはMicrosoft Windowsでのみ動作した（Xfireプロトコルを使用して第三者により作成・公開されたMac OS X用クライアントは存在した、後述）。開発したのはカリフォルニア州メンローパークのUltimate Arena。2009年には約1360万アカウントが登録されていた。
2015年6月に当初のサービス提供を終了し、クライアントソフトウェアからXfireのサーバに接続して各種サービスを受けることはできなくなった。
2015年8月現在、従来の公式webサイトのURLがそのまま、新たにクライアントソフトウェアのインストールを要しないwebブラウザベースのゲーマー向けサービスとして、コンピュータゲームでの対戦トーナメントやコンペティションの実施を支援するサイト、Xfireとなっている。

## 歴史
2003年、当時Ultimate Arena gamingと称していた企業で、ギャレット・ブライス（Garrett Blythe）とクリス・カームス（Chris Kirmse）が Xfireを開発した。その後、多数の従業員が開発に貢献しており、前のCEO マイク・キャシディ（Mike Cassidy）、COOのデイヴィッド・ラウィ―（David Lawee）、デニス・フォン（Dennis Fong、かつての全米『QUAKE』チャンピオン）なども参加した。
2006年4月25日、バイアコムはXfireを1億200万ドルで買収した。
2006年9月、バイアコムはソニーがプレイステーション3でXfireを使用すると誤って発表した。実際のところ、PS3用ゲーム『Untold Legends: Dark Kingdom』がXfireの一部機能を使うというだけで、他のゲームが今後サポートする予定というだけの話だった。
2007年6月13日、CEOで創業者の1人であるマイク・キャシディは同社を離れ、ベンチャーキャピタルのベンチマーク・キャピタル（Benchmark Capital）に移った。副社長のアダム・ボイデン（Adam Boyden）がとりあえずの後任となった。
2007年10月9日、Xfireは登録ユーザー数が800万を超えたと発表した。
2015年6月、従来のXfireクライアント向けサービス終了。

### 訴訟問題
2005年1月28日、Yahoo!はXfireを相手取って訴訟を起こした。XfireがYahoo!の持つ特許（アメリカ合衆国特許第 6,699,125号、「メッセージサーバと接続して使用するゲームサーバ」）を侵害したというものである。Xfire は2005年3月10日にYahoo!を反訴したが、こちらは失敗に終わった。2006年1月31日に決定がなされた。詳細は Xfire のフォーラムにもポストされていたが、具体的内容は明らかにされていない。

## 機能

### ゲーム検出
Xfireの機能の1つとして、特定の知人が実行中のテレビゲームを検出することができる。動作中プロセスを解析することでゲームを検出し、その情報をXfireで友人として登録されている人のXfireクライアントに送る。また多くのゲームでは、使用中のサーバ、プレイ中のステージ、ping時間なども分かる。ゲームによっては即座に参加することもできる。この情報はサーバによってPHPを使ってユーザー毎のPNG画像に変換されシグネチャーとして表示される。

### インスタントメッセージ
Xfireには、フルスクリーンモードのゲームをプレイ中でもインスタントメッセージを送受信できる機能がある。このときゲームウィンドウを小さくする必要はない。また、ゲームに参加することなくゲーム内のメッセージを送ることもできる。
2009年5月4日にリリースされた1.108では、AOL Instant Messenger プラグインが組み込まれている。今のところ、チャット以外の機能はサポートしていない。

### ボイスチャット
2005年8月にリリースされた1.43で、TeamSpeakのようにVoIP技術を使ったボイスチャット機能のベータ版が追加された。

### スクリーンショットとビデオ
Xfireにはゲームのスクリーンショットをとり、指定したフォルダに保存する機能がある。これは Xfire In-Game でサポートするゲームでのみ可能である。ユーザーはプレイ中に何枚でもスクリーンショットをとることができ、ゲームを終了するとXfireがそれらをウィンドウに一覧表示するので、Xfireのプロファイルページに掲載したい画像を選ぶことができる。スクリーンショットにキャプションを付けることもできる。ただし、Xfire In-Gameが対応していないゲームもある。
ゲームプレイを動画で記録する機能もある。ただし、コンピュータの性能が低いとゲームそのものの性能に多大な影響を与え、録画品質も悪くなる。

### SDK
2006年5月にリリースされた1.56には、ソフトウェア開発キット（SDK）が付属していた。これはゲーム開発者がゲームをXfire対応させるためのものである。スクリーンショット機能と同様、全てのゲームに適用可能なものではない。

### クラン/ギルドシステム
1.63 では、クランシステムのベータ版がリリースされた。Xfireのウェブサイト上でクランまたはギルドを結成し、メンバーを募集することができる（個別の勧誘も可能）。1.85でクラン/ギルドシステムが正式リリースとなった。

### ライブビデオ（ブロードキャスト）
1.97 では、ビデオストリーミング機能が追加された。まだアルファ版で、ブロードキャストを見るにはウェブブラウザのプラグインを使う必要があり、今のところInternet ExplorerとMozilla Firefoxのみをサポートしている。またそのプラグインはWindows用しかない。これを使うとゲーマーのゲームプレイを誰でも鑑賞することができる。また、同時にチャットルームが開設され、そのライブビデオを鑑賞している人々が同時にチャットを楽しむこともできる。

### ゲーム内ウェブブラウジング
1.103では、ゲーム内ウェブブラウジング機能が追加された。

## サポート
2007年11月19日にリリースされた 1.84では、1000以上のゲームをサポートしている。様々なジャンルのゲームがあり、例えば『バトルフィールド ベトナム』、『Counter-Strike: Source』、『コール オブ デューティ4 モダン・ウォーフェア』、『スタークラフト』、『World of Warcraft』などをサポートしている。
Windows 98およびWindows Meは2007年1月にサポートされなくなった。

## イベント
Xfireでは毎月イベントを主催しており、ゲーム開発者とのチャット、討論会、ゲームトーナメント、マシニマコンテストなど様々なイベントを実施している。

## サードパーティによる改変
Xfireクライアントおよびサービスのサードパーティによる改変は、スキン、インフォビュー・テンプレート、プラグイン、プロトコル実装など多数存在する。中には利用契約条件の第6項に違反するものもある。

### スキンとインフォビュー
スキンは、Xfireクライアントとチャットウィンドウの見た目を変更できる。インフォビューはインフォビュー・ペインの機能を追加するものである。スキンは画像ファイルとXMLファイルで構成され、インフォビューはHTML、JavaScript、画像ファイルなどで構成される。
Gun's Ammo Crate
各種ゲーム、ブランド、クラン向けのスキンを集めたサイト。インフォビュースキンもあり、スキン制作法のチュートリアルもある。

### プラグイン
Xfireではプラグイン開発用のAPIが公開されていないため、プラグイン開発はやや難しい。
Xfire Plus
Xfireクライアントを拡張するプログラムやファイルを集めたサイト。Music plugin は演奏中の楽曲の題名を表示するプラグイン、Xfire Web Messenger はJavaの動作する任意のオペレーティングシステム上でXfireでの友人とチャットできるプログラムである。

### マルチプロトコル・メッセンジャー・プラグイン
以下のプラグインは、他のインスタントメッセンジャーにXfireとチャットする機能を追加するものである。
Gfire
Pidgin用プラグイン。チャットだけでなく、友人がどのゲームをプレイ中かがわかる。Linuxで動作する初のXfireクライアント。Windows 95 以降で動作し、pidgin 2.5.0 以上で使用可能。
Miranda IM 用プラグイン
Xfireとのチャット、ゲーム検出、その他の機能がある。
Trillian用プラグイン
チャットとユーザーステータス閲覧が可能。ゲーム検出も可能。
Xblaze
Adium用のオープンソースのプラグイン。Mac OS Xで動作する初のXfireクライアント。ただし、2008年11月25日にXfire側が更新され、Mac 上からは接続できなくなった。
PlayXpert
Xfireユーザーが集まって開発したもので、Xfireプロトコルによるチャット以外にも各種機能をサポートしている。

### オープンソースのプロトコルライブラリ
以下のライブラリは、Xfireネットワークにアクセスするソフトウェアを開発するのに利用可能で、プロトコルを一から実装する必要がない。
OpenFire
オープンソース（LGPLライセンス）のJava APIおよびツール群
xfirelib
XfireプロトコルのC++でのオープンソース実装。
これらはXMPPのXfireへのゲートウェイ機能に基づくものである。

### Mac OS X 用クライアント
MacFire は、XfireのプロトコルをMac OS X向けにオープンソースで実装したもの。Xblaze、xfirelib、OpenFireなどの成果を取り入れている。